# Кім Чі Вон
Кім Чі Вон (кор. 김지원) — південнокорейська акторка відома своїми ролями у популярних серіалах «Спадкоємці», «Нащадки сонця» та «Боротьба за свій шлях».

## Біографія

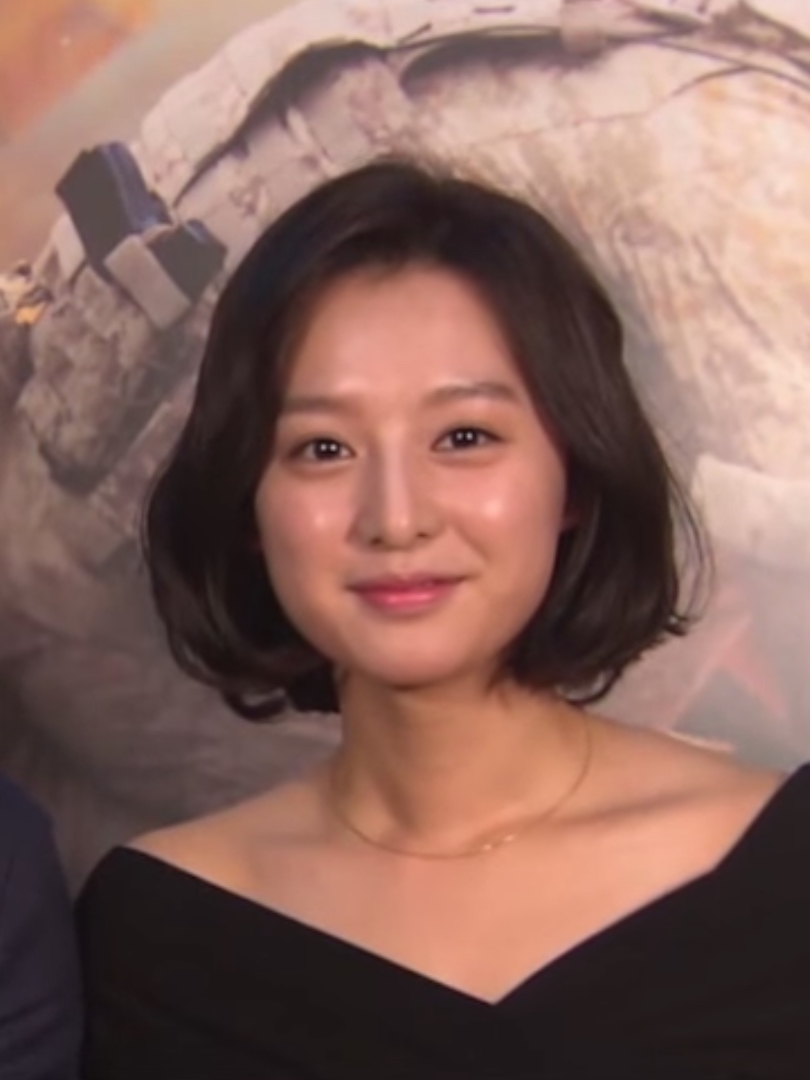
Кім Чі Вон у 2016 році

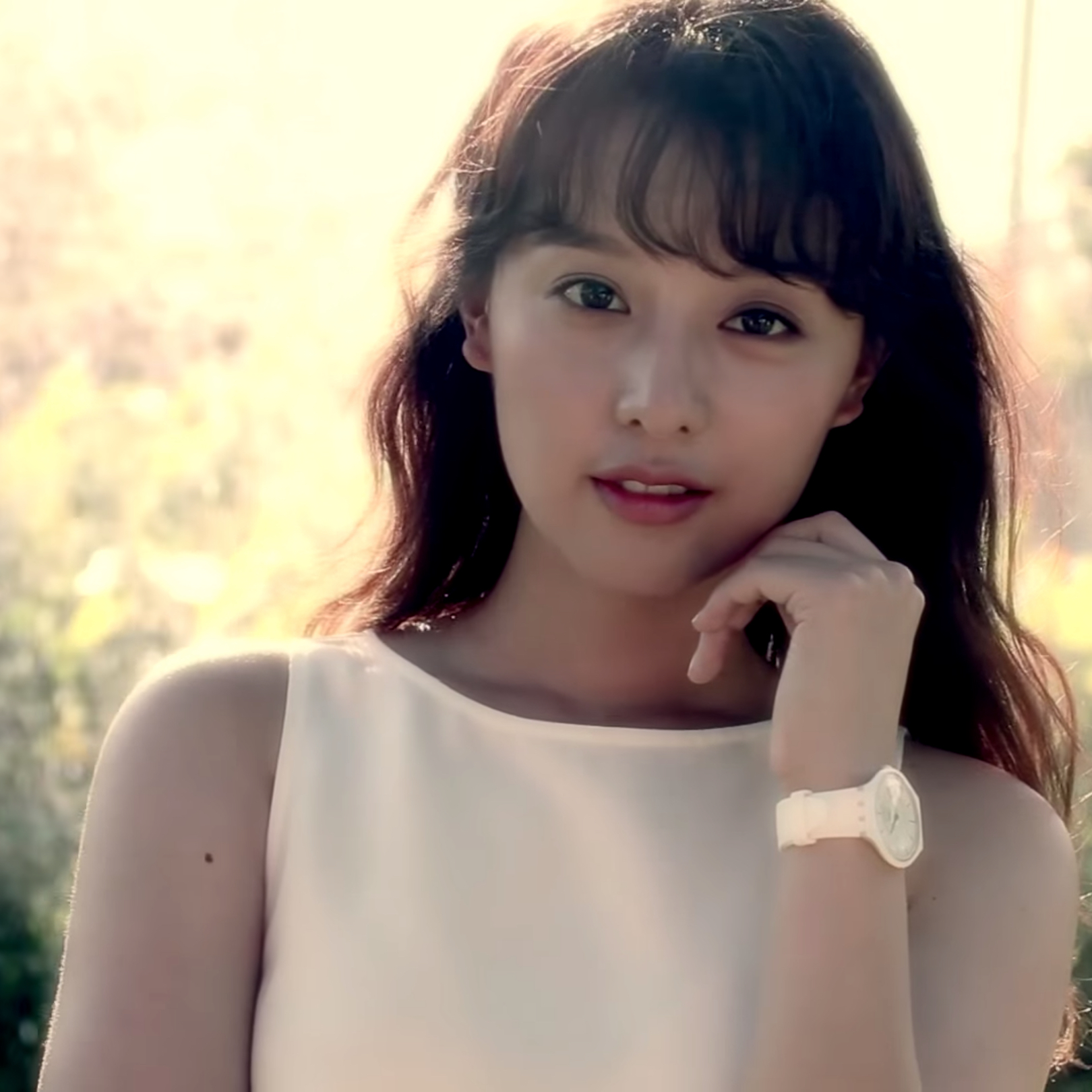
Кім Чі Вон у 2017 році

Кім Чі Вон народилася 19 жовтня 1992 року у столиці Південної Кореї, місті Сеул. Свою акторську кар'єру Чі Вон розпочала у 2010. Перша популярність прийшла до Чі Вон у 2011 році після зйомок у музичному серіалі «Що таке», зростання популярності сталося після вдало зіграної ролі Рейчел Ю у популярному серіалі «Спадкоємці» 2013 року. Відомою за межами Кореї вона стала завдяки зйомкам у популярному серіалі «Нащадки сонця», де Чі Вон вдало виконала одну з головних ролей військового хірурга Юн Мьонджу. У 2017 році вона зіграла головну роль у серіалі «Боротьба за свій шлях», за що отримала численні нагороди та визнання. У наступному році вона зіграла одну з головних ролей в комедійному фільмі «Детектив К: Секрет живих мерців». Влітку 2019 року відбулася прем'єра фентезійного серіалу «Хроніки Ардала», в якому головну жіночу роль виконала Чі Вон.

## Фільмографія

### Телевізійні серіали
| Рік  | Назва                                        | Роль               | Мережа  |
| ---- | -------------------------------------------- | ------------------ | ------- |
| 2011 | «Сильний удар: Помста коротких ніг»          | Кім Чівон          | MBC     |
| 2011 | «Що таке»                                    | Пак Теї            | MBN     |
| 2012 | «Тобі красивому»                             | Соль Хана          | SBS     |
| 2013 | «Спадкоємці»                                 | Рейчел Ю           | SBS     |
| 2013 | «Чекаю на любов»                             | Цой Сером          | KBS2    |
| 2014 | Спеціальна драма: «Причина чому я одружуюсь» | Кім Чі Йон (камео) |         |
| 2014 | «Кап Дон»                                    | Ма Чівуль          | tvN     |
| 2015 | «Прихована ідентичність»                     | Мін Техі (камео)   | tvN     |
| 2016 | «Нащадки сонця»                              | Юн Мьонджу         | KBS2    |
| 2017 | «Боротьба за свій шлях»                      | Чхве Е Ра          | KBS2    |
| 2018 | «Mr. Sunshine»                               | Хї Джін            | tvN     |
| 2019 | «Хроніки Асдала»                             | Тан Я              | tvN     |
| 2020 | «Lovestruck in the City» (вебсеріал)         | Лі Ин О / Юн Сон А | Kakao M |
| 2022 | Щоденник моєї свободи                        |                    | JTBS    |
| 2024 | «Королева сліз»                              | Хон Хе Він         | tvN     |

### Фільми
| Рік  | Назва                             | Роль      |
| ---- | --------------------------------- | --------- |
| 2011 | Романтичний Рай                   | Цой Мімі  |
| 2012 | «Історія жахів»                   | Кім Чівон |
| 2013 | «Історія жахів 2»                 | Са Танхі  |
| 2018 | «Детектив К: Секрет живих мерців» | Вольйонг  |

### Ведуча
| Рік  | Шоу                    | Мережа | Примітки                            | Посилання |
| ---- | ---------------------- | ------ | ----------------------------------- | --------- |
| 2016 | 30-та Премія KBS драма | KBS2   | Разом з Чон Хьон Му та Пак Бо Гомом | [ 7 ]     |

## Нагороди
| Рік  | Нагорода                      | Категорія                                             | Робота                  | Результат | Прим.  |
| ---- | ----------------------------- | ----------------------------------------------------- | ----------------------- | --------- | ------ |
| 2013 | 21-а Премія SBS драма         | Нова зірка                                            | «Спадкоємці»            | Перемога  | [ 8 ]  |
| 2014 | 2-а Премія Asia Rainbow TV    | Краща акторка другого плану                           | «Спадкоємці»            | Номінація |        |
| 2016 | 5-а Зіркова премія APAN       | Краща акторка другого плану                           | «Нащадки сонця»         | Перемога  | [ 9 ]  |
| 2016 | 5-а Зіркова премія APAN       | Краща пара (Разом з Чін Гу)                           | «Нащадки сонця»         | Номінація |        |
| 2016 | 1-а Премія Азійський артист   | Краща зірка (акторки)                                 | «Нащадки сонця»         | Перемога  | [ 10 ] |
| 2016 | Премія Yahoo! Asia Buzz       | Популярний азійський артист                           |                         | Номінація |        |
| 2016 | 30-та Премія KBS драма        | Нагорода за високу майстерність (акторки мінісеріалу) | «Нащадки сонця»         | Перемога  | [ 11 ] |
| 2016 | 30-та Премія KBS драма        | Краща нова акторка                                    | «Нащадки сонця»         | Перемога  | [ 11 ] |
| 2016 | 30-та Премія KBS драма        | Краща пара (Разом з Чін Гу)                           | «Нащадки сонця»         | Перемога  | [ 11 ] |
| 2017 | 1-а Премія Elle Style (Корея) | Молода ікона                                          |                         | Перемога  | [ 12 ] |
| 2017 | 31-а Премія KBS драма         | Нагорода за високу майстерність (акторки)             | «Боротьба за свій шлях» | Номінація | [ 13 ] |
| 2017 | 31-а Премія KBS драма         | Нагорода за високу майстерність (акторки мінісеріалу) | «Боротьба за свій шлях» | Перемога  | [ 13 ] |
| 2017 | 31-а Премія KBS драма         | Нагорода Netizen (жінки)                              | «Боротьба за свій шлях» | Перемога  | [ 13 ] |
| 2017 | 31-а Премія KBS драма         | Краща пара (разом з Пак Со Джуном)                    | «Боротьба за свій шлях» | Перемога  | [ 13 ] |
| 2018 | KBS WORLD Global Fan Awards   | Краща пара (разом з Пак Со Джуном)                    | «Боротьба за свій шлях» | Перемога  | [ 14 ] |